# آرثر فليتشير
آرثر فليتشير (بالإنجليزية: Arthur Fletcher)‏ هو سياسي أمريكي، ولد في 22 ديسمبر 1924 في فينيكس في الولايات المتحدة، وتوفي في 12 يوليو 2005 في واشنطن العاصمة في الولايات المتحدة. حزبياً، نشط في الحزب الجمهوري.